# Marianne Muellerleile
Marianne Muellerleile (St. Louis, Missouri, 26 november 1948) is een Amerikaanse actrice.
Ze trouwde met Joseph T. "Tom" Norris, Jr. op 7 mei 1988.

## Filmografie

### Televisie
*Exclusief eenmalige optredens
- Knots Landing (1984-1985)
- Night Court (1985-1991)
- Highway to Heaven (1986-1987)
- Mr. Belvedere (1988-1989)
- Grand (1990)
- Santa Barbara (1992)
- The Trouble with Larry (1993)
- Phenom (1993-1994)
- 3rd Rock from the Sun (1998-1999)
- The Journey of Allen Strange (1998-2000)
- The Young and the Restless (1999)
- Passions, rol (als Norma Bates) (2001-2008)
- Life with Bonnie (2002-2004)
- The Suite Life of Zack & Cody (2006-2007)
- Zeke and Luther (2009-2011)
- The Rocketeer (2019-2020), stemrol

### Films
- Exorcist II: The Heretic (1977), onvermeld
- Stardust Memories (1980), onvermeld
- Endless Love (1981), onvermeld
- Revenge of the Nerds (1984)
- The Terminator (1984)
- The Trouble with Dick (1986)
- Portrait of a White Marriage (1988)
- Going to the Chapel (1988)
- Curse II: The Bite (1989)
- Life Stinks (1991)
- Passion Fish (1992)
- Night Eyes 3 (1993)
- Saved by the Bell: Wedding in Las Vegas (1994), tv-film
- The Road to Wellville (1994)
- Problem Child 3: Junior in Love (1995)
- Chameleon (1995)
- Norma Jean & Marilyn (1996), tv-film
- Entertaining Angels: The Dorothy Day Story (1996)
- Jingle All the Way (1996)
- One Fine Day (1996)
- Liar Liar (1997)
- A Smile Like Yours (1997)
- An Alan Smithee Film: Burn Hollywood Burn (1997)
- Memento (2000)
- Return to Me (2000)
- Devil's Prey (2001)
- Running with Scissors (2006)
- Smokin' Aces (2006)
- The Hottie & the Nottie (2008)
- Sex Drive (2008)
- Nina (2016)

- Gemeinsame Normdatei: 1207844578
- International Standard Name Identifier: 0000 0000 6035 9665
- Library of Congress Control Number: no2009069447
- Virtual International Authority File: 88476905
- WorldCat: E39PBJjmP6p6h8mYd9PTHrQrMP